# سلسلة كامل الجينوم

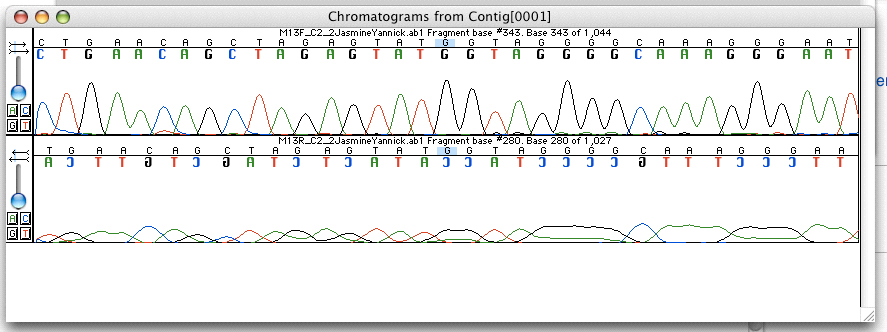
يشيع استخدام سجل منحنيات الإلكتروفيروغرام أو مطياف الحوامل الإلكتروني لسلسلة أجزاء من الجينوم

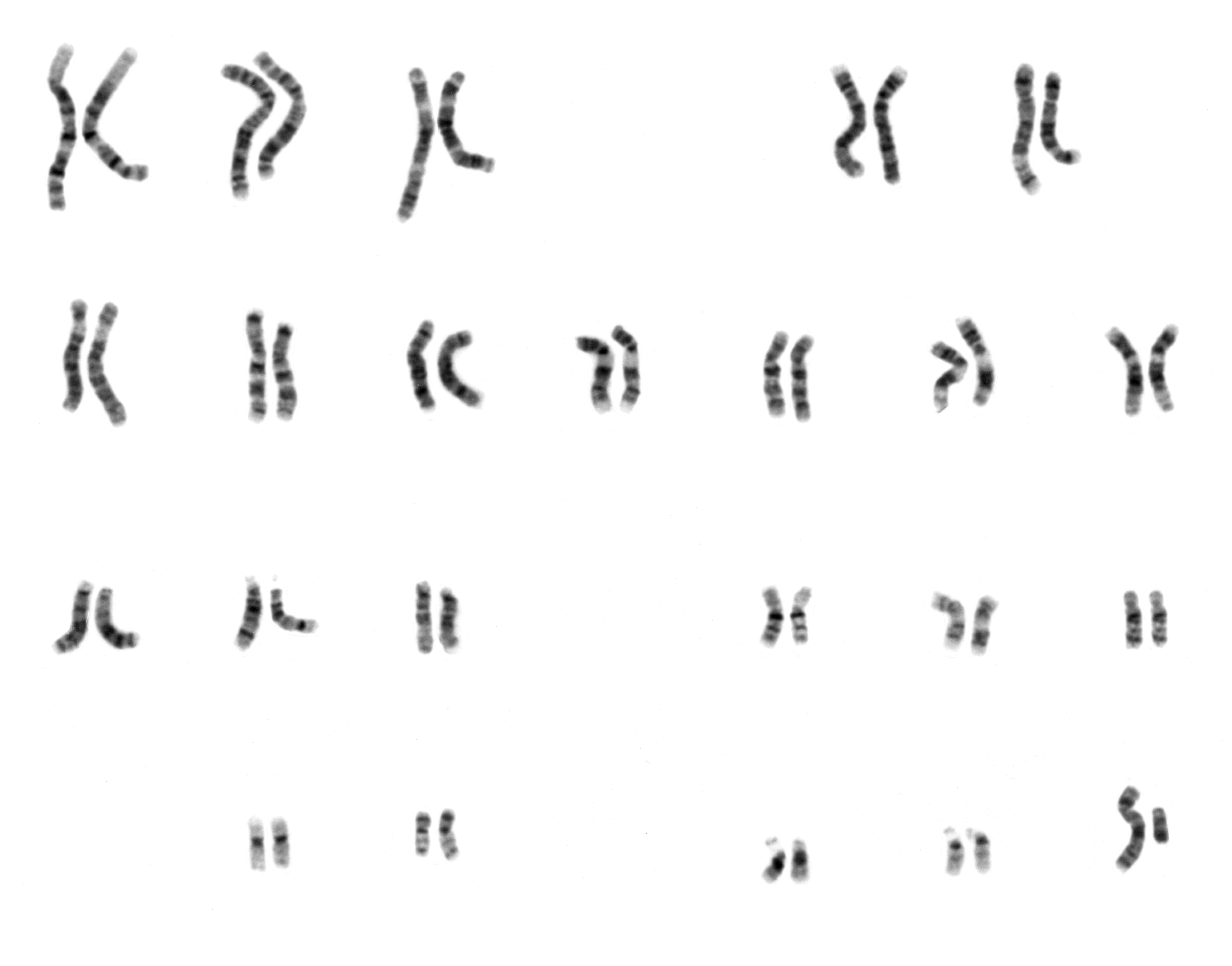
صورة للصبغيات الستة والأربعين التي تشكل الجينوم ذي أزواج الأصباغ لذكر الإنسان (الصبغي المتقدري أو الميتوكوندريالي غير ظاهر في الصورة).

سَلسَلة كامل الجينوم أو تحديد تسلسل الجينوم بأكمله هي عملية تحديد التسلسل الكامل للحمض النووي لجينوم الكائن الحي في وقت واحد، وهذا يتضمن تسلسل كل من الحمض النووي في الكائن الحي، كالحمض النووي المتقدري في (الميتوكوندريون) وفي النبات، الحمض النووي داخل البلاستيدات الخضراء. وفي التطبيق العملي، تسلسل الجينوم الذي اوشك على الاكتمال يسمى بالسلسلة الجينومية الكامله.
السلسلة الجينومية الكامله تستعمل بشكل كبير في ادوات البحث العلمي، ولكن حاليا يتم ادخال استعمالها إلى العيادات، في مستقبل الطب الشخصي، ستكون بيانات سلسلة الجينوم الكامله اداة مهمه لتوجيه التدخل العلاجي، كما تستخدم اداة تسلسل الحمض النووي في مستوى تعدد اشكال النيوكيوتيدات المفردة لتحديد الاختلافات الوظيفية من دراسات الارتباط وتحسين المعرفة المتاحة للباحثين المهتمين بالبيولوجيا التطورية، وبالتالي قد تضع الاساس للتنبؤ بحساسية مرض أو استجابة دواء.
لا يجب الخلط بين السلسلة الجينومية الكامله والبصمة الوراثية، التي تحدد فقط احتمال ان تكون المادة الوراثية من فرد معين أو مجموعة معينة، ولا يحتوي على أي معلومة اضافية حول العلاقة بين الجينات أو الأصل اى القابلية للإصابة بمرض معين، بالإضافة إلى ذلك، يجب عدم الخلط بين السلسلة الجينومية الكامله وبين الطرق التي تسلسل مجموعات فرعية محددة من الجينوم، مثل هذه الاساليب تشمل السلسلة الجينومية الكامله (1% من الجينوم).

## خلفية تاريخية
كانت طرق سلسلة الحمض النووي الريبوزي منقوص الأكسجين أو اختصارًا (دنا: DNA) المستخدمة في سبعينيات وثمانينيات القرن العشرين طرقًا يدويةً. على سبيل المثال: سلسلة ماكسام-جيلبرت وسلسلة سانغر. سلسلت عدة جينومات كاملة لآكلي البكتيريا (باكتيريوفاج) وللفيروسات التي تصيب الحيوانات باستخدام هذه التقنيات، ولكن الانتقال إلى طرق السلسلة المؤتمتة الأسرع في تسعينيات القرن العشرين سهلت سلسلة الجينومات الأكبر الخاصة بالبكتيريا وحقيقيات النوى.
أول كائن عضوي يسلسل جينومه الكامل إنفلونزا المستدمية في عام 1995. بعدها سلسلت أولًا جينومات بعض البكتيريا وبعض العتائق، ويعود الجزء الأكبر من الفضل في ذلك إلى صغر حجم الجينوم الخاص بها للإنفلونزا المستدمية جينوم بطول 1,830,140 زوجًا قاعديًّا من الدنا. بالمقابل، لكل من حقيقيات النوى أحادية الخلية ومتعددة الخلايا كالأميبا دوبيا والإنسان جينومات أكبر بكثير. للأميبا دوبيا جينوم بطول 700 بليون زوج نووي يمتد لآلاف الصبغيات (الكروموسومات). للإنسان عدد أقل من الأزواج النووية (نحو 3.2 بليون في كل خلية جرثومية – يذكر أن الحجم الدقيق لجينوم الإنسان لا يزال قيد الدراسة) بالمقارنة مع الأميبا دوبيا، ولكن حجم الجينوم أثقل بكثير من حجم الجينوم لبكتيريا واحدة.
استُخدمت طريقة سلسلة شوتغن لسلسلة أولى جينومات البكتيريا وحقيقيات النوى، بما فيها تلك الخاصة بالإنفلونزا المستدمية. سلسل أول جينوم لحقيقيات النوى في عام 1996 (ساكاروميسس سيريفيزاي). لساكاروميسس سيريفيزاي، وهو كائن عضوي نموذجي في علم الأحياء، جينوم بطول نحو 12 مليون زوج نووي فقط، وقد كان أول حقيقي نوى أحادي الخلية سلسل جينومه الكامل. أولى حقيقيات النوى متعددة الخلايا، وأول حيان، يسلسل جينومه الكامل كان الدودة الأسطوانية ذات الاسم العلمي كانورهابديتس إيليغانس، وذلك عام 1998. تسلسل جينومات حقيقيات النوى بعدة طرق من بينها سلسلة شوتغان (السلسلة القسرية) لأجزاء الدنا القصيرة وسلسلة الحمض النووي الأطول المستنسخ من مكتبات الدنا كالصبغيات الصنعية البكتيرية (بي إيه سي) وخمائر الصبغيات الصنعية (واي إيه سي).
في عام 1999، نشرت السلسلة الكاملة لدنا الصبغي 22 للإنسان، وهو أصغر صبغي جسدي (أوتوسوم) للإنسان. بحلول عام 2000، كان ثاني جينوم لحيوان والثاني لكائن من اللافقاريات (ولكنه الأول من بين جينومات الحشرات) قد سلسل – وهو الجينوم الخاص بذبابة الفواكه دروسوفيلا ميلانوغاستر – وهو اختيار شائع للكائنات العضوية النموذجية في البحث التجريبي. كان أول جينوم نباتي – وهو الجينوم الخاص بالكائن العضوي النموذجي أرابيدوبسيس ثاليانا – قد سلسل أيضًا بحلول عام 2000. بحلول عام 2001، نشرت مسودة لسلسلة الجينوم البشري الكامل. اكتملت سلسلة الفأر المخبري (موس موسكولوس) في عام 2002.
في عام 2004، نشر مشروع الجينوم البشري نسخة غير مكتملة من الجينوم البشري. في عام 2008، أعلنت مجموعة بحثية من لايدن، هولندا عن سلسلة أول جينوم امرأة (مارجولاين كريك).
سلسلت حتى الآن آلاف الجينومات بشكل جزئي أو كلي.

## التسويق

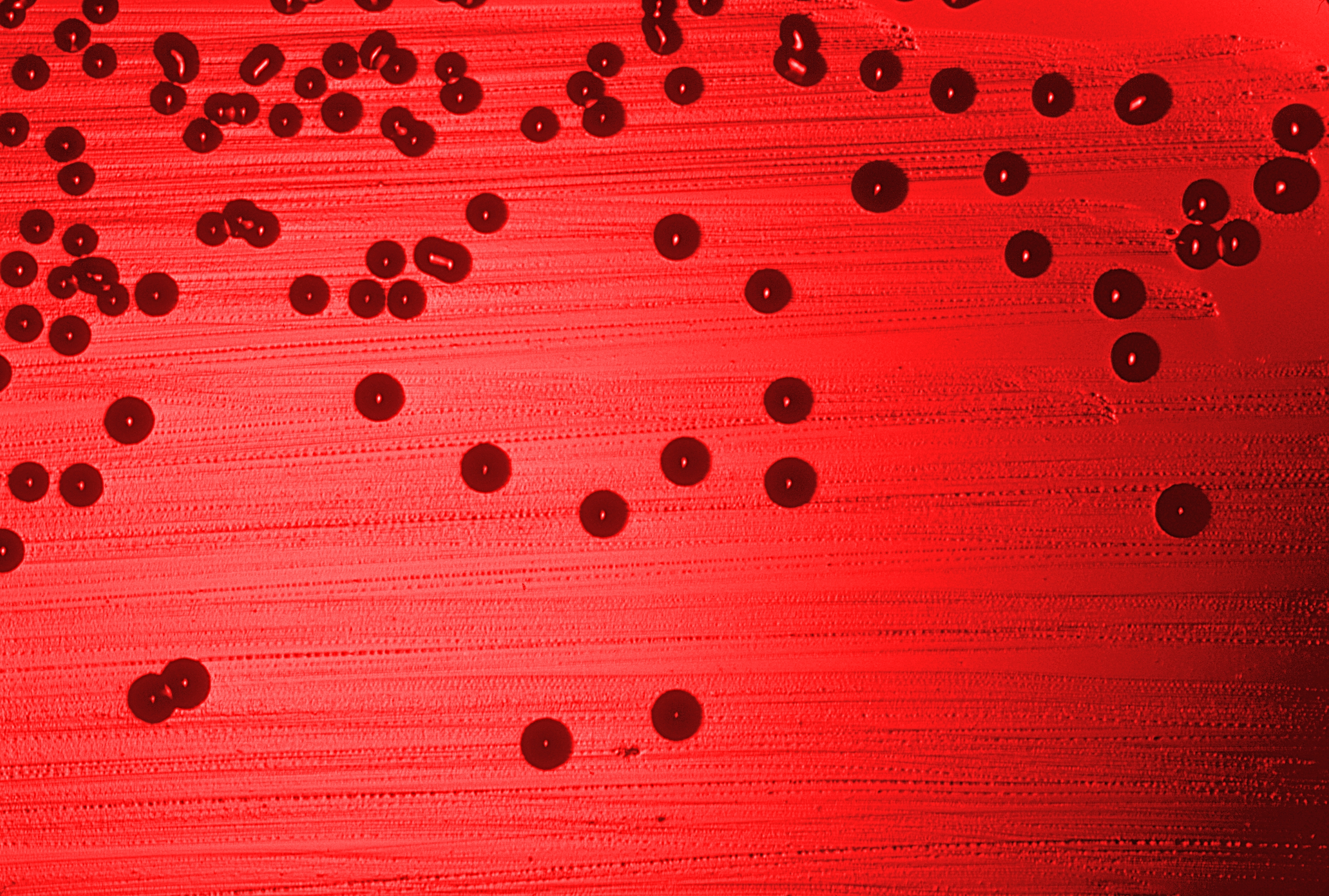
أول جينوم بكتيري يسلسل بالكامل لجرثومة الإنفلونزا المستدمية

تتنافس العديد من الشركات الخاصة والعامة لتطوير منصة سلسلة جينومات يمكن استخدامها لأغراض تجارية لكل من الاستخدامات البحثية والطبية، ومن بينها شركة إلومينا، وكنوم، وسيكوينوم، و 454 لايف ساينسز، وباسيفيك بايوساينسز، وكومبليت جينوميكس، وهيليكوس بايوساينسز، وجي إي غلوبال ريسيرتش (جنرال إلكتريك)، وأفيمتريكس، وآي بي إم، وإنتلجنت بايوسيستمز، ولايف تكنولوجيز، وأوكسفورد نانوبور تكنولوجيز، ومركز بكين لعلم الجينات. هذه الشركات ممولة ومدعومة بشكل كبير من قبل رؤوس أموال مغامرة ومصارف استثمار وصناديق تحوط.
الهدف التجاري الشائع لكلفة السلسلة حتى أواخر العقد الثاني من القرن الحادي والعشرين كان 1,000$. ولكن الشركات الخاصة تعمل لتحقيق هدف جديد لا يتجاوز 100$.

### الدافع
في أكتوبر 2006، أسست مؤسسة إكس برايز، بالتعاون مع مؤسسة جيه. كريغ فّنتر للعلوم جائزة إكس أركون للعلوم الجينية، وذلك بهدف إعطاء 10 ملايين دولار كجائزة «لأول فريق يمكنه بناء جهاز واستخدامه لسلسلة 100 جينوم بشري خلال 10 أيام أو أقل، بدقة لا تتجاوز خطًا واحدًا لكل أساس مسلسل، وبسلاسل تغطي بدقة 98% من الجينوم، وبكلفة لا تتجاوز 1,000 دولارًا للجينوم الواحد». ألغيت جائزة أركون إكس للعلوم الجينية في عام 2013 قبل موعد انطلاقها الرسمي.

### خلفية تاريخية
في عام 2007 بدأت أبّلايد بايوسيستمز ببيع نوع جديد من أجهزة السلسلة باسم نظام سوليد. سمحت التقنية للمستخدمين بسلسلة 60 غيغابايت في كل عملية.
في يونيو 2009، أعلنت إلومينا أنها ستطلق خدمة سلسلة الجينوم الشخصي الكامل بمقدار عمق 30× وبكلفة 48,000$ للجينوم الواحد. في أغسطس، صرح مؤسس هيليكوس بايوساينسز ستيفن كويك أنه سلسل جينومه الخاص الكامل باستخدام جهاز شركته بكلفة لم تتجاوز 50,000$. في نوفمبر نشرت كومبليت جينوميكس ورقة بحثية محكمة في مجلة ساينس تظهر قدرة الشركة على سلسلة جينوم بشري كامل بكلفة 1,700$.
مع انحدار تكاليف السلسلة، بدأت عدة شركات بالادعاء بأن معداتها ستستطيع قريبًا الوصول إلى جينوم الألف دولار: من بين هذه الشركات لايف تكنولوجيز في يناير 2012، وأوكسفورد نانوبّور تكنولوجيز في فبراير 2012، وإلومينا في فبراير 2014. في عام 2015، قدرت إن إتش جي آر آي كلفة الحصول على سلسلة كاملة للجينوم بنحو 1,500$. في عام 2016، بدأت فّيريتاس جينيتيكس ببيع خدمة السلسلة الكاملة للجينوم، مع تقرير كامل لبعض المعلومات في السلسلة بسعر 999$. في صيف 2019، خفضت فّيريتاس تكنولوجيز سعر السلسلة الكاملة للجينوم لتبلغ 599$. في عام 2017 بدأت بي جي آي بعرض السلسلة الكاملة للجينوم بكلفة 600$.
ولكن، في عام 2015، لاحظ البعض أن الاستخدام الفعال لسلسلة الجينوم الكامل يمكن أن تبلغ كلفة أعلى بكثير من 1,000$. كذلك لوحظ أن هناك أجزاء من الجينوم البشري لم تسلسل بالكامل حتى عام 2017.